# 12-й окремий танковий батальйон (Україна)
12-й окремий танковий батальйон (12 ОТБ, в/ч А0932) — окремий танковий підрозділ у складі Сухопутних військ підпорядкований оперативному командуванню «Північ». Базується у містечку Гончарівське Чернігівської області.

## Історія
Підрозділ створений в 2019 році.
Інші джерела вказують що батальйон був створений в 1991 році

## Структура[5]
- Штаб
- Танкові роти
- рота забезпечення (технічне обслуговування, ремонт)
- рота охорони та підтримки
- медична служба
- відділення зв’язку
- Група психологічно супроводу[6]

## Оснащення
- Т-64БМ[7]
- Т-72 (у різних модифікаціях)[8]
- Т-80[9]
- українські модернізовані версії танків[10]

## Символіка
На емблемі батальйону, що затверджена 26 травня 2024 р., в зелено-чорному щиті зображено срібну латну рукавицю, що тримає золотий знак Мстислава Володимировича князя Чернігівського.

## Втрати
- 25 лютого 2022 — Єсипенко Андрій Миколайович, старший солдат, механік-водій. Поранений, помер у лікарні міста Василівка Запорізької області.[11]